# SS Ancón (1901)
SS Ancon var ett amerikanskt last- och passagerarfartyg som blev det första fartyget som gick genom Panamakanalen 1914. Fartyget byggdes för  Kidder, Peabody & Co, döptes till Shawmut och sattes i trafik i Stilla Havet på traden Puget Sound till hamnar i Kina, Japan och Filippinerna.

## Historia
Shawmut byggdes vid varvet Bethlehem Sparrows Point Shipyard i Maryland och levererades till Kidder, Peabody & Co den 29 mars 1902. Fartyget såldes till Panama Canal Railway 1910 och döptes om till Ancón. Den användes som lastfartyg vid byggandet av Panamakanalen. Efter första världskriget överfördes Ancón till USA:s krigsdepartement. År 1941 döptes Ancón om till Permanente. Fartyget skrotades 1950.